# 錫爾斯湖
錫爾斯湖（德語：Silsersee）是瑞士的一个湖泊，位於該國東南部格勞賓登州恩加丁山谷。海拔高度1,797米，位于马洛亚山口和席尔瓦普拉纳湖之间。長5公里，面積4.1平方公里，平均水深35米，最大水深71米，蓄水量1.37億立方米。它是阿尔卑斯海拔超过1000米的最大的天然湖。同席尔瓦普拉纳湖一样，西尔斯湖也是由于史前滑坡形成的。
从六月底到九月底有船行线路，使西尔斯成为欧洲海拔最高的有公共交通船线路的湖泊之一。

## 外部連結
- Waterlevels of Lake Sils（页面存档备份，存于） at Sils Baselgia